# 深海仿刺鎧蝦
深海仿刺鎧蝦（学名：Munidopsis profunda）为鎧甲蝦科仿刺鎧蝦屬下的一个种。